# Saskia Poldervaart
Saskia Poldervaart (Schagen, 31 augustus 1945 – Amsterdam, 17 november 2011) was een Nederlandse feministe, activiste, universitair docent en onderzoeker vrouwenstudies.

## Levensloop
Saskia Wendelmoet Poldervaart werd geboren in een communistisch gezin. Ze sloot zich in 1970 als een van de eersten aan bij de feministische protestbeweging Dolle Mina. Tot begin jaren tachtig stond ze bijna dagelijks op de barricaden: ze bezette, onder andere, de redactie van het damesblad Margriet, protesteerde tegen ongelijk loon voor mannen en vrouwen en demonstreerde voor legale abortus. "Ik was van het vrolijke actievoeren, fanatiek, maar niet dogmatisch", aldus Poldervaart. Ook later verflauwde haar activisme niet: Poldervaart bezocht de jaarlijkse anarchistische Pinksterlanddagen in Appelscha, organiseerde in 1998 een internationaal congres over communale woonvormen en utopisme, demonstreerde tegen de oorlog in Irak en bepleitte in 2009 dat werksters hetzelfde loon moeten krijgen als hun bazen.
In 1975 begon Poldervaart in Nijmegen als eerste docente Vrouwenstudies bij het Derde Wereld Centrum en politicologie aan de (toen nog) Katholieke Universiteit Nijmegen en ze stond ook aan de wieg van het huidige Institute for Gender Studies in Nijmegen. Eind jaren zeventig startte Poldervaart met haar werk aan de Universiteit van Amsterdam, bij de afdeling vrouwenstudies van de vakgroep politicologie (1978-2009).
In 2009 werd bij Poldervaart hersenkanker geconstateerd, waaraan ze twee jaar later overleed. "Saskia combineerde feminisme en activisme,  theorie en praktijk, wetenschap en dagelijks leven – op een manier die vanzelfsprekend was".

## Saskia Poldervaartprijs
In 2009 ontving Poldervaart als eerste de prijs die ook haar naam kreeg en tweejaarlijks wordt toegekend voor een bijzondere prestatie op het terrein van de sociale geschiedenis en feminisme.
In 2011 won etnografe Joke van der Zwaard deze prijs.

## In memoriam
Bij de Buurtboerderij in het Amsterdamse Westerpark staat een mozaïekbank met een van Poldervaarts laatste woorden: "Blijf nieuwsgierig!".